# KkStB 470 sorozat
A kkStB 470 sorozat egy gyorsvonati szerkocsisgőzmozdony-sorozat volt a cs. kir. osztrák Államvasutaknál (k. k. österreichise Staatsbahnen, kkStB).

## Története
A Déli Vasúttal  egyre növekvő verseny miatt a kkStB-nek az egykori Kronprinz Rudolf-Bahn (KRB) vonalaira szüksége volt egy erős gyorsvonati mozdonyra. Karl Gölsdorf tervezett ezért egy négycsatlós mozdonyt elöl és hátul futó kerékpárral. A kazánt a 380-as sorozatból vette át. A mozdonynak négyhengeres kompaundgépezete volt a kereten belül elhelyezett magas nyomású és a kereten kívüli alacsony nyomású hengerekkel.
1914-ben elkészült két prototípus melyeket további tíz mozdony követett 1918-19-ben melyek kisebb részletekben eltértek. A háború miatt a vörösréz tűzszekrényt acéllal helyettesítették. Valamennyi mozdony a Floridsdorfi Mozdonygyárban készült.
Mivel a sorozat mozdonyainak túl magas volt a szénfogyasztása, a BBÖ 1927 -től 1929- ig  8 db-ot átépíttetett  túlhevítős ikergépezetűvé (670 sorrozat) Lenz-típusú szelepvezérlésűvé, továbbá egy részük  Dabeg-rendszerű tápvízelőmelegítőt is kapott. A többi mozdonyt selejtezték. Az átépítés teljes sikerrel járt.  A mozdonyok gazdaságos fogyasztásúak és egyszerűek voltak. A mozdonyokat 1931-ben a Kaiser Franz-Josephs-Bahn-ra helyezték át.
A Német Birodalmi Vasút 1938-ban  39.301-308 pályaszámokkal látta el őket, s meghagyta az eredeti vonalaikon.  A II. világháború után még hét db került az Osztrák Szövetségi Vasutak állományába, ahol 1957-ig selejtezték őket.

## Műszaki adatok
| Műszaki adatok                    | Műszaki adatok              | Műszaki adatok              |
| --------------------------------- | --------------------------- | --------------------------- |
|                                   | Átépítés előtt              | Átépítés után               |
| Átépítve:                         | 1927-1928                   | 1927-1928                   |
|                                   | kkStB/BBÖ 470               | BBÖ 670                     |
| Jelleg:                           | 1'D1' h4v                   | 1'D1' h2                    |
| Nagynyomású hengerek átmérője:    | 2x450 mm                    |                             |
| Kisnyomású hengerek átmérője:     | 2x690 mm                    |                             |
| Hengerek átmérője:                |                             | 560 mm                      |
| Dugattyú lökethossza:             | 680 m                       | 680 m                       |
| Hajtókerék-átmérő:                | 1 614 mm                    | 1 614 mm                    |
| Futókerékátmérő elöl:             | 1 034 mm                    | 1 034 mm                    |
| Futókerékátmérő hátul:            | 1 034 mm                    | 1 034 mm                    |
| Csatolt kerekek tengelytávolsága: | 5 070 mm                    | 5 070 mm                    |
| Össztengelytávolság:              | 9 450 mm                    | 9 450 mm                    |
| Tengelytávolság szerkcsival:      | 17 436 mm                   | 17 436 mm                   |
| Tűzcsövek száma:                  | 164                         | 164                         |
| Csőfűtőfelület:                   | 175,6 m²                    | 175,6 m²                    |
| Füstcsövek száma:                 |                             | 24                          |
| Túlhevítőfelület:                 |                             | 49,4 m²                     |
| Sugárzó fűtőfelület:              | 15,5 m²                     | 15,5 m²                     |
| Rostélyfelület:                   | 4,6 m²                      | 4,6 m²                      |
| Gőznyomás:                        | 15 at                       | 15 at                       |
| Szerkocsi típusa:                 | 9, 56, 156, 256, 76, 86, 88 | 9, 56, 156, 256, 76, 86, 88 |
| Üres tömeg:                       | 79,5 t                      | n.a.                        |
| Tapadási tömeg:                   | 58,0 t                      | 57,0 t                      |
| Szolgálati tömeg:                 | 86,7 t                      | 84,7 t                      |
| Hossz:                            | 18 685 mm                   | 18 685 mm                   |
| Magasság:                         | 4 650 mm                    | 4 650 mm                    |
| Maximális sebesség:               | 80 km/h                     | 90 km/h                     |

### Fordítás
Ez a szócikk részben vagy egészben  a   kkStB 470 című német Wikipédia-szócikk fordításán alapul.  Az eredeti cikk szerkesztőit annak laptörténete sorolja fel. Ez a jelzés csupán a megfogalmazás eredetét és a szerzői jogokat jelzi, nem szolgál a cikkben szereplő információk forrásmegjelöléseként.
Az eredeti szócikk forrásai szintén ott találhatóak.